# Gianluca Bezzina
Gianluca Bezzina (Crendi, 9 novembre 1989) è un cantante e chirurgo maltese.

## Biografia
Terzo di sette figli, tra cui Dorothy, cantante anche lei, Gianluca Bezzina ha iniziato la sua carriera musicale studiando pianoforte all'età di sette anni, e allo stesso tempo ha studiato anche canto e facendo parte del Malta Children's Choir. Laureato in medicina all'Università di Malta, concilia l'attività musicale con la professione di chirurgo. Inoltre Bezzina è il cantante dei Funk Initiative, che hanno pubblicato tre singoli.
Nel 2013 Bezzina ha vinto la selezione nazionale maltese e ha così rappresentato il suo Paese  all'Eurovision Song Contest 2013 a Malmö con la canzone Tomorrow, classificandosi poi all'ottavo posto.

## Vita privata
Ha tre figli.

## Discografia

### Singoli
- 2013 - Tomorrow
- 2023 - Sabiħa